# Danny Harris
Danny Lee Harris (Torrance, Califórnia, 7 de setembro de 1965) é um antigo atleta norte-americano, praticante de 400 metros com barreiras, que ganhou a medalha de prata nos Jogos Olímpicos de Los Angeles 1984 e nos Campeonatos Mundiais de Roma 1987, de ambas as vezes batido pelo seu compatriota Edwin Moses. A sua marca de 48.02 s, feita na final olímpica de Los Angeles aos 18 anos, é ainda atualmente o recorde mundial de juniores. Mais tarde, em 1991, já como sénior, melhorava o seu recorde pessoal para 47.38 s.
No verão de 1987, em Madrid, Harris viveu um dia histórico na sua carreira, quando conseguiu derrotar Edwin Moses que vinha de uma série de 122 vitórias consecutivas ao longo de 9 anos, 9 meses e 9 dias. No ano seguinte, foi apenas quinto classificado nos Campeonatos norte-americanos e, por conseguinte, não pôde estar presente nos Jogos Olímpicos de 1988.
Em 1992 acusou positivo um teste anti-dopagem por uso de cocaína. A IAAF suspendeu-o por quatro anos, mas acabou por cumprir apenas três, depois de interposto recurso. Em 1996 voltou a acusar positivo e ficou afastado dos Jogos de Atlanta.
Em 1999 foi-lhe diagnosticado um câncer do cólon, que conseguiu superar, e passou quatro meses preso por ter sido acusado de roubar uma anciã. Finalmente, conseguiu sperar todas estas adversidades e hoje estuda e trabalha como técnico na Universidade de Iowa.